# Francisco Domínguez Brito
Francisco Javier Tadeo Domínguez Brito (Santiago, República Dominicana, 28 de octubre de 1965) es un abogado y político dominicano. Fue ministro de Medio Ambiente y Recursos Naturales de la República Dominicana (2016), ministro de Trabajo (2011), senador (2006),  procurador general de la República Dominicana (2004-2006) (2012-2016) y procurador fiscal del Distrito Nacional (1997).  
En el Congreso se destacó por ser el senador con más leyes aprobadas en el cuatrienio 2006-2010; realizó significativos aportes a la Constitución de la República proclamada en 2010 y recibió amplia aceptación por gestionar una vasta agenda de carácter cultural y educativo en favor de su provincia Santiago. Como fiscal del Distrito Nacional y procurador general de la República, persiguió y logró condenas significativas en crímenes que conmovieron a la sociedad dominicana en las últimas décadas del siglo XX e impulsó un programa de institucionalización de los sistemas de persecución penal y penitenciario.[cita requerida] Como ministro de Medioambiente rescató importantes áreas protegidas y parques nacionales invadidos y ocupados de manera ilegal.[cita requerida]
Es miembro del Comité Político del Partido de la Liberación Dominicana (PLD).

## Biografía
Francisco Javier Domínguez Brito es un abogado y político dominicano. Nació en Santiago, República Dominicana el 28 de octubre de 1965. Hijo de los señores Pedro Domínguez Rosario y Elsa Brito de Domínguez.
Hizo sus estudios primarios y básicos en el Colegio de La Salle en Santiago. En 1988 obtuvo una licenciatura en derecho en la Pontificia Universidad Católica Madre y Maestra (PUCMM).  En 1991 completó una Maestría en Pensamiento Social en esta misma universidad y una Maestría en Derecho Civil en la Universidad Panthéon-Assas en París, Francia.
En el ámbito privado, ha sido asesor jurídico de la Cámara de Diputados de la República, profesor de 'Historia de las Ideas Políticas' en la PUCMM, Director Ejecutivo de la Fundación Institucionalidad y Justicia (FINJUS), así como consultor de la Escuela Nacional de la Magistratura en relación con el Programa de Implementación del Nuevo Código Procesal Penal; del Proyecto de Apoyo a la Reforma y Modernización del Estado (PARME), que opera con fondos de la Unión Europea; y del Proyecto de Investigación sobre Estadística Judicial implementado por el Centro de Estudios de Justicia de Las América (CEJAS) cuya sede se encuentra en Santiago de Chile, entre otras instituciones. 
El 23 de junio de 2017, le fue otorgado el Doctorado Honoris Causa de la Universidad Abierta Para Adultos (UAPA). 
Además, es Notario Público de los del número de la Jurisdicción de Santiago, miembro de la Asociación de Abogados de Santiago y del Colegio de Abogados de la República Dominicana.

## Carrera política
Francisco Domínguez Brito ingresó al PLD en el año 1984. Así, inició sus labores partidarias en ese año, dirigiendo en esa fecha un "Comité de Trabajo Peledeísta", en lo que era el núcleo de trabajo "Capitán Máximo Cabral". Un año después, pasó a dirigir el "Frente de Jóvenes del Máximo Cabral" y en 1986 ingresa en un círculo de estudios.
Una vez miembro de pleno derecho del PLD en 1988, ocupa diferentes funciones en los comités de base a los que perteneció hasta que resultó elegido en 1992 miembro de la primera Dirección Media, luego de que el Comité Político aprobara la elevación de núcleo de trabajo a "Comité Intermedio Máximo Cabral". En este Comité ocupó la función de encargado de organización hasta el año 1994. En ese mismo año fue elegido a unanimidad por el "Comité Intermedio Máximo Cabral" como precandidato a suplente de alcalde.
Luego del proceso electoral de 1994 partió a París, a realizar estudios posgrado en la Universidad de París II (Panteón Assas). Allí organiza un círculo de estudios y se convierte en el fundador de la seccional del PLD en Francia. En enero de 1995 dirigió la Comisión Electoral en Madrid, para la elección de la Dirección del Partido en Europa. A su regreso al país en 1995 es electo Miembro de la Dirección Media y luego Secretario General del "Comité intermedio Máximo Cabral". Fue reelecto en 1997 a unanimidad como Secretario General. En este período también se destaca por ser fundador del "Comité Intermedio Rosa Sosa". 
En 1998 es designado vicesecretario de la organización y es electo miembro del Comité Central, posición que ocupa hasta el presente.
Ha sido parte de diferentes comisiones y estamentos partidarios relativos a los congresos evaluatorios, modificaciones estatutarias, y comisiones de estrategia. 
En elecciones al comité político, ha sido en dos ocasiones el más votado de todos los postulantes o el segundo.

### Procurador fiscal del Distrito Nacional (1997-2000)

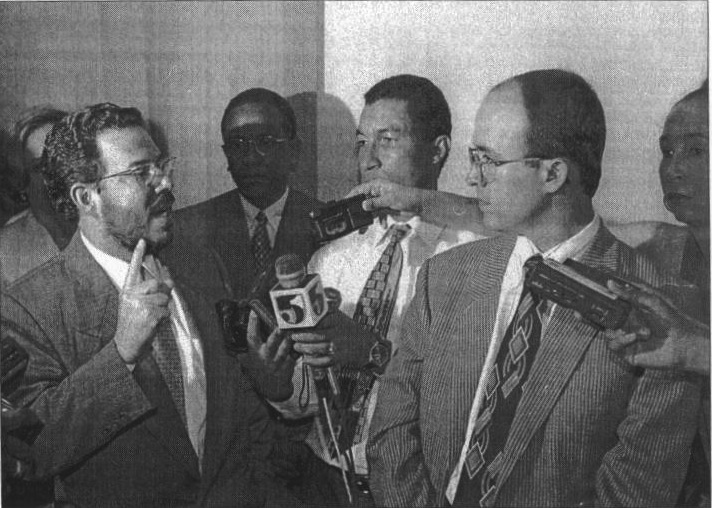
El fiscal saliente (izquierda) se dirige a Francisco Domínguez Brito (derecha) quien observa y aguarda su juramentación por el procurador general Abel Rodríguez del Orbe. 25 de septiembre de 1997.

El 23 de septiembre del año 1997, mediante el decreto presidencial 404-97 el presidente de la República Leonel Fernández Reyna designó a Francisco Domínguez Brito como procurador fiscal del Distrito Nacional de la República en sustitución del Dr. Guillermo Moreno García. Con apenas 31 años de edad, Domínguez se convertiría en el procurador fiscal del Distrito Nacional más joven de la historia contemporánea.
Condenas casos destacados. Entre las importantes condenas obtenidas durante su gestión resaltan significativamente aquellas contra los civiles y militares acusados del asesinato del reconocido periodista dominicano Orlando Martínez Howley, sucedido en 1975 durante el gobierno autoritario de Joaquín Balaguer, y aquella para los dos jóvenes acusados del asesinato del adolescente José Rafael Llenas Aybar en el año 1996. 
Cambio organizacional. En la Fiscalía del Distrito Nacional, Francisco Domínguez Brito promovió profundas reformas tanto en el aspecto organizacional como en el de la dirección de la investigación criminal a fin de hacer de la entidad una institución moderna, con procedimientos claros y transparentes. En su periodo de gestión fue creada la unidad administrativa encargada de recibir y gestionar los expedientes, atender e informar al público; a través de ella se simplificaron y automatizaron todos los procesos. Inició el apoderamiento de los tribunales de manera aleatoria por medio de un sorteo automatizado, lo que rompió con una tradición manual y de metodologías no transparentes. Se inició una base de datos y un control efectivo de los detenidos a través de un procedimiento sistematizado para el registro e identificación de éstos mediante la captura de datos biométricos desde el momento en el que ingresaban al sistema judicial. Para estandarizar los procesos y medir el desempeño, se elaboró un manual de funciones y procedimientos de todos los departamentos.
Cambio institucional. A nivel estructural, fueron rediseñados los departamentos que existían. Se adscribieron fiscales adjuntos en las distintas dependencias policiales (estaciones o destacamentos), así como en la Dirección Nacional de Control de Drogas (DNCD). De esta forma el Ministerio Público asumía el control de las investigaciones desde el momento mismo en que se tenía conocimiento de la infracción penal, generando una reacción coordinada e inmediata. También se creó y dotó de equipos y personal capacitado el Departamento de Asuntos Internos e Investigaciones Especiales, cuyos fiscales adjuntos estaban encargados de investigar a cualquier funcionario que se viera comprometido ejerciendo sus funciones. De igual manera fue creado el Departamento de Familia y Menores y el Departamento de Propiedad Intelectual.
Finalmente, bajo la dirección de Domínguez Brito, la Fiscalía del Distrito Nacional dio prioridad a un extenso programa de solución alternativa de conflictos. Se procuró con este programa la conciliación entre las partes en los casos en el que el interés público y la seguridad ciudadana no se encontraban comprometidos, poniendo con ello fin al conflicto a través del acuerdo, evitando de esta forma que ingresasen al sistema judicial un sinnúmero de casos menores.

### Procurador general de laRepública(2004-2006)

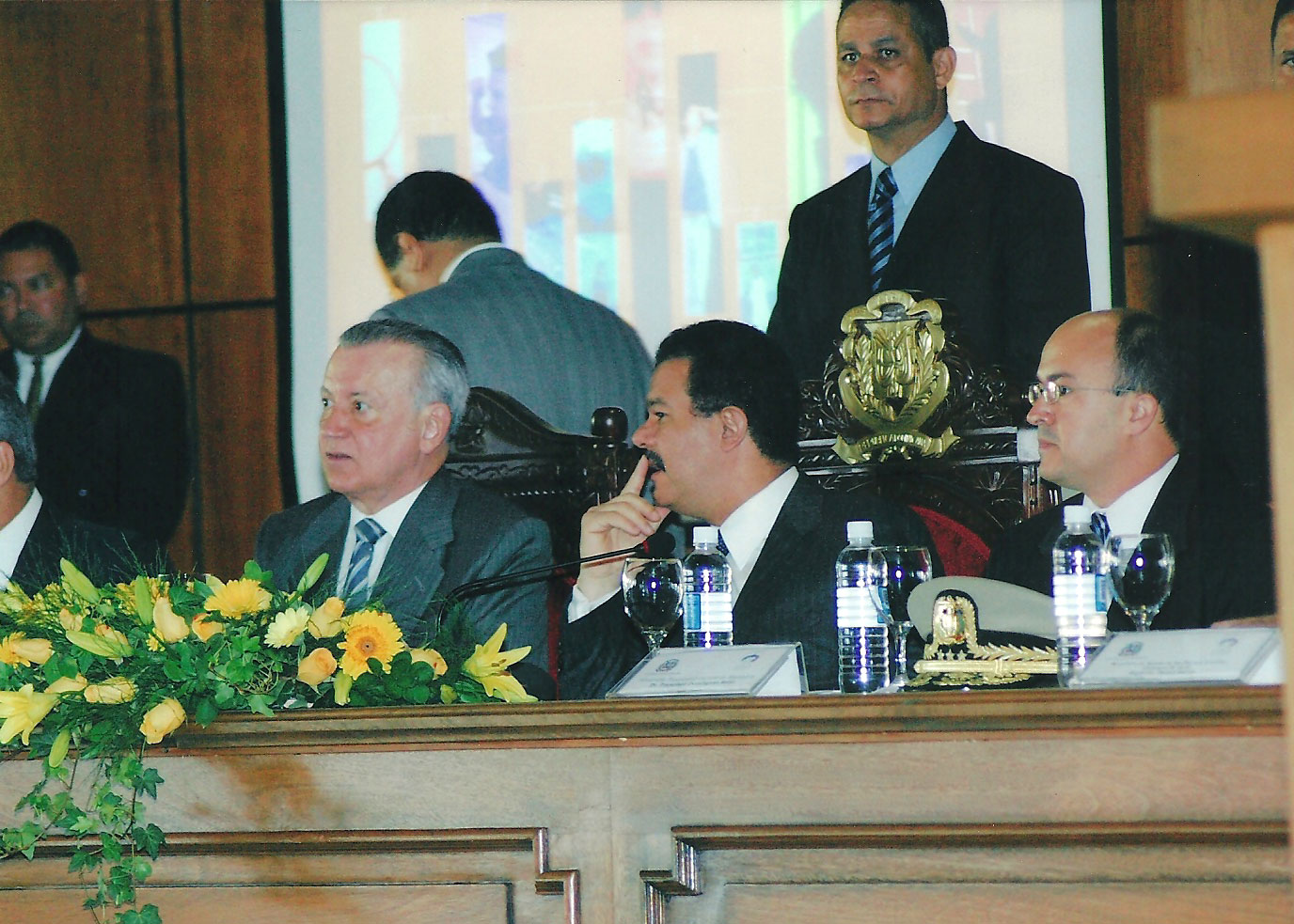
El vicepresidente, el presidente dominicano y Francisco Domínguez Brito en 2005.

El 16 de agosto del año 2004, mediante el decreto presidencial 861-04 el presidente de la República Leonel Fernández Reyna designó a Francisco Domínguez Brito como procurador general de la República. Al asumir el cargo, contaba con apenas 38 años de edad y se convirtió así en el procurador general de la República más joven de la historia contemporánea. Entonces declaró que su gestión estaría fundamentada en el sagrado compromiso de honrar la verdad, respetar al debido proceso y garantizar los derechos constitucionalmente protegidos para todos los dominicanos y dominicanas.

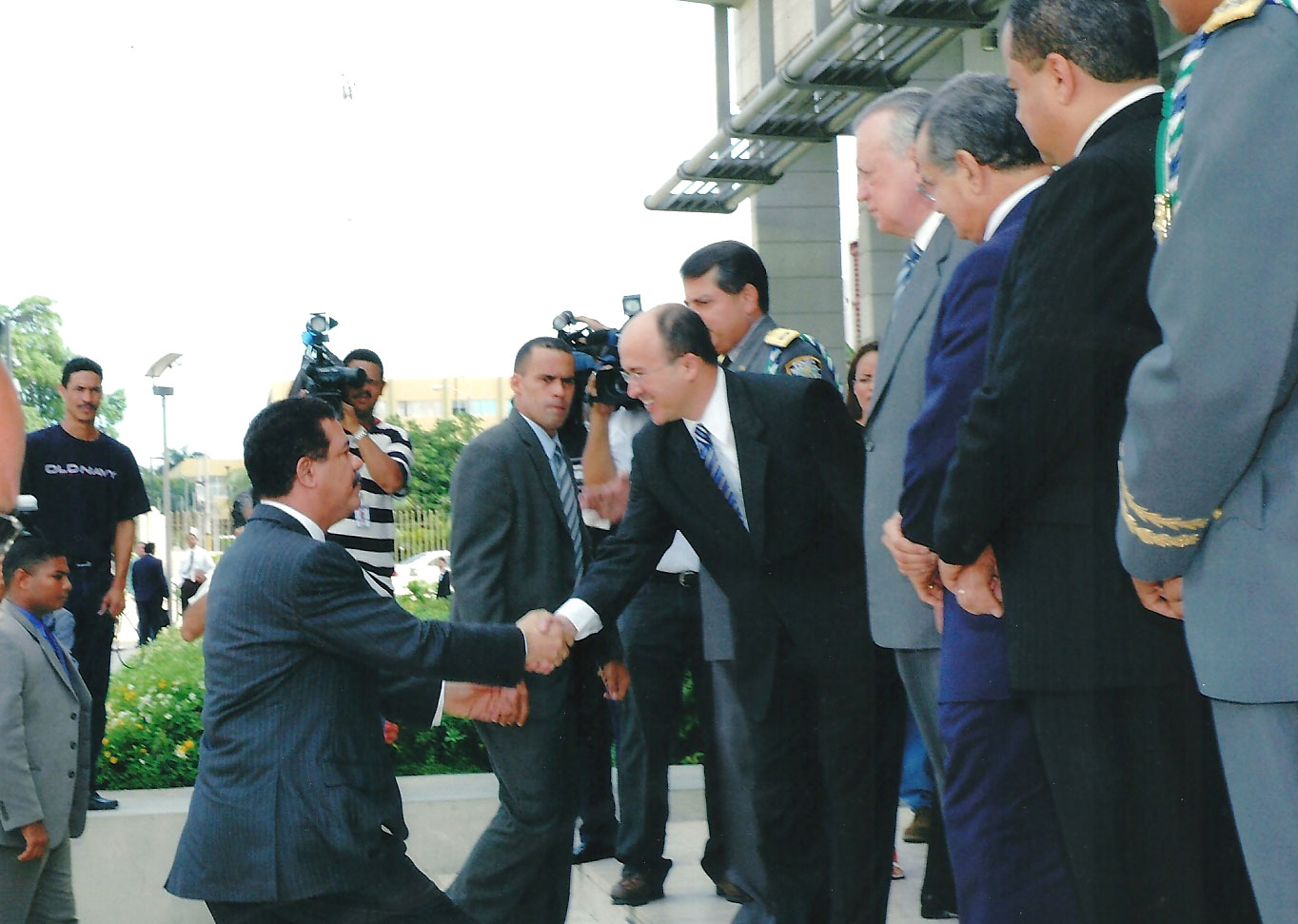
Francisco Domínguez Brito, saluda al Presidente dominicano a su llegada a la sede de la Procuraduría General de la República 5 de enero de 2005.

El reto institucional. Al asumir como procurador se elaboró un plan estratégico que partió del análisis de los retos que presentaban para el Ministerio Público el Nuevo Código Procesal Penal (aprobado dos años antes), la implementación del Estatuto del Ministerio Público (aprobado un año antes), su interrelación con los demás entes del Sistema de justicia y la sociedad.  A los fines de responder con efectividad al nuevo ordenamiento procesal, el Ministerio Público se orientó a establecer las dependencias y unidades necesarias para garantizar un mejor tratamiento y especialización técnica y científica. Recibió un presupuesto institucional de 654 millones de pesos dominicanos (18 millones de USD aproximadamente).

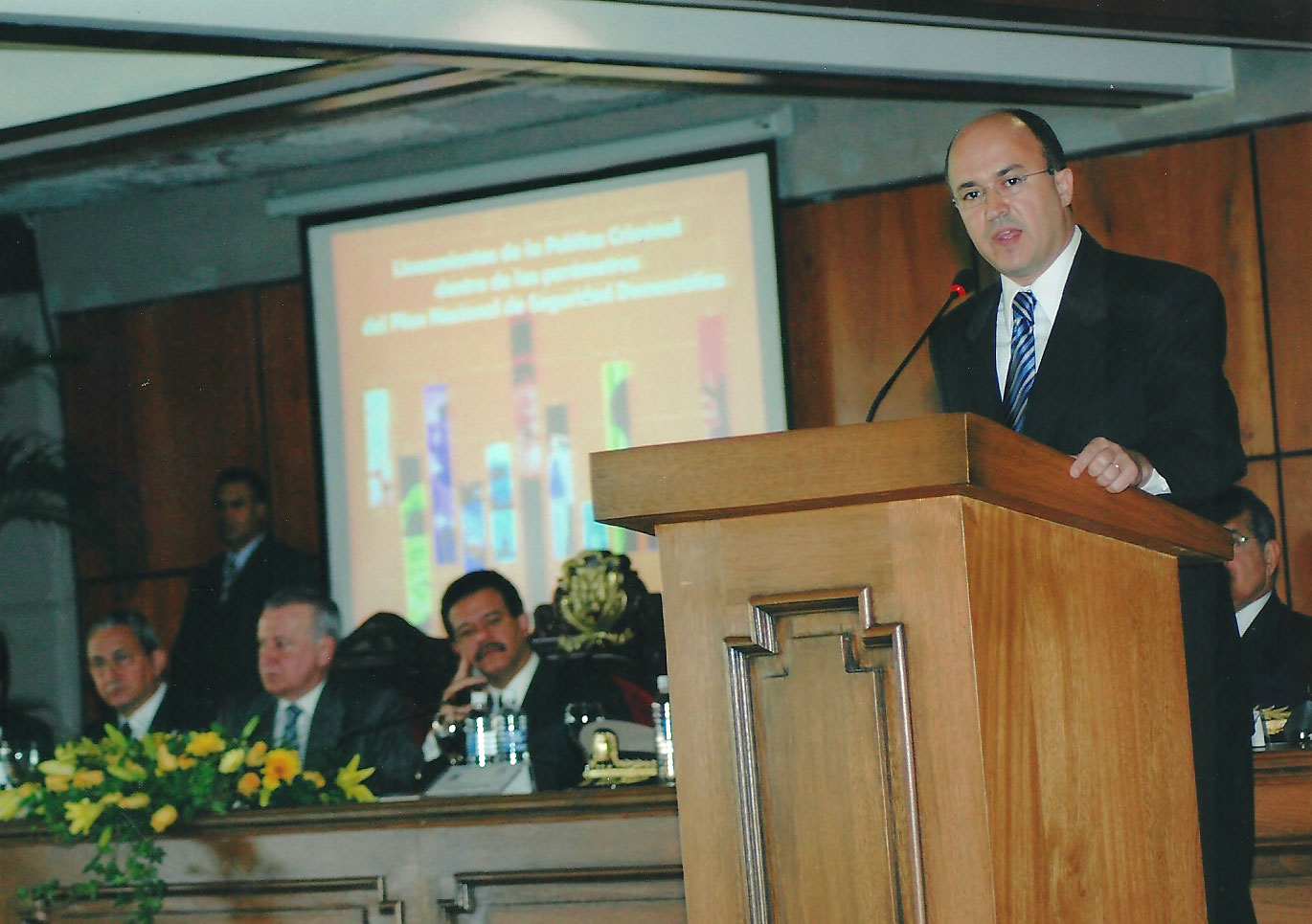
Francisco Domínguez Brito, se dirige al auditorio en la sede de la Procuraduría General, observan detrás el vicepresidente, el Presidente dominicano y el presidente de la Suprema Corte Dr. Jorge Subero Isa. 5 de enero de 2005.

Formación y capacitación. Consciente de que la tarea de adecuar teóricamente al Ministerio Público para un nuevo esquema procesal y la necesaria implementación de la carrera de los fiscales era de naturaleza monumental, Domínguez decidió abordar ambos temas de manera simultánea. La formación inicial de los candidatos a fiscales de carrera por un lado y la capacitación de los fiscales vigentes por el otro a través de los 'Programas de Formación Extraordinarios' se llevó a cabo a través de la nueva Escuela Nacional del Ministerio Público (ENP). Las primeras promociones de fiscales de carrera fueron incorporados a partir del año 2006.

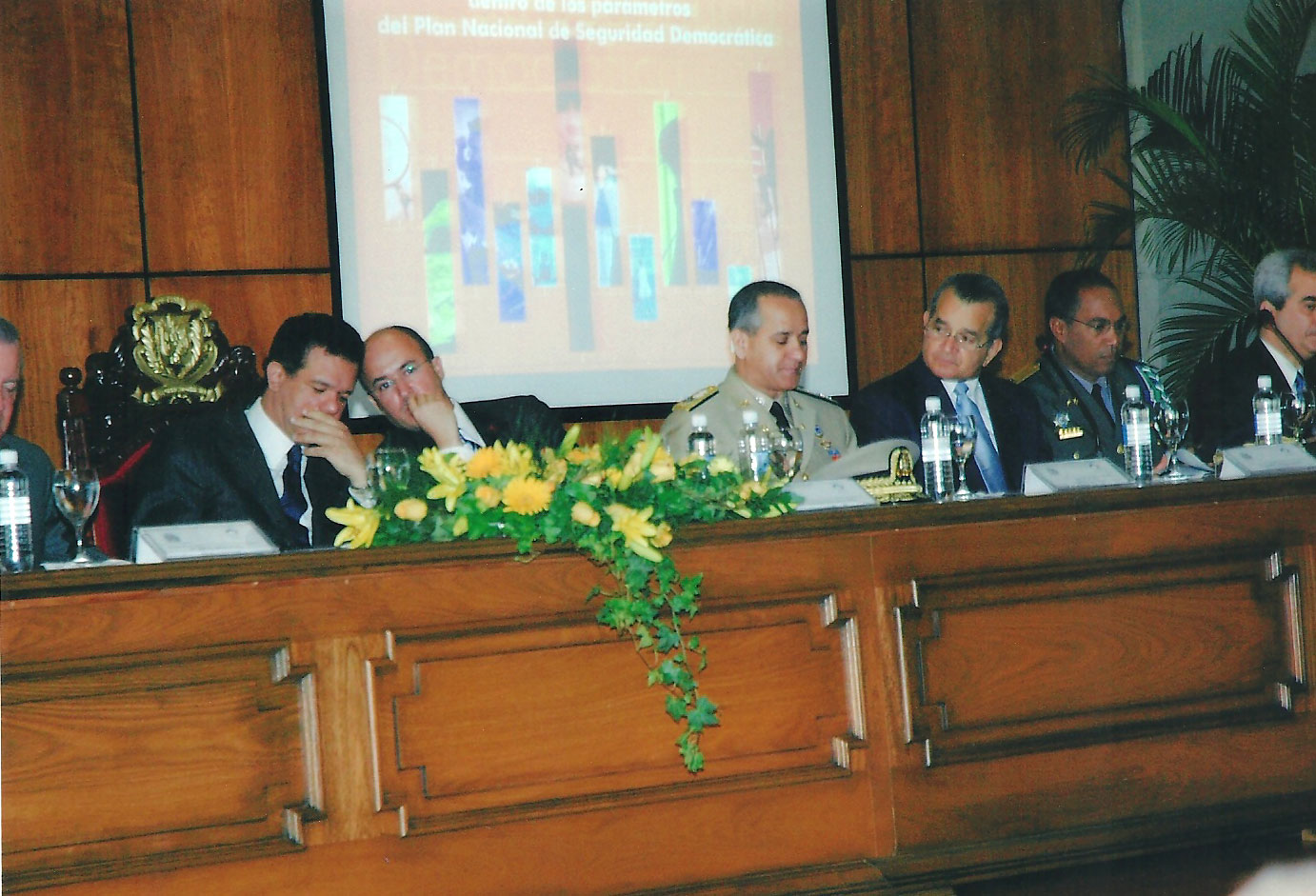
Francisco Domínguez Brito conversa con el Presidente dominicano, a la derecha los Ministros de las Fuerzas Armadas, Interior y el Jefe de la Policía Nacional, en Santo Domingo 2005.

Administración de los recursos y prioridades. Adecuar técnicamente y dotar de recursos tecnológicos apropiados al Ministerio Público necesitaba un empuje presupuestario considerable, por lo que Francisco Domínguez logró que la asignación para el año 2005 doblara la del año anterior (alcanzando 1,100 millones de pesos dominicanos). Debido al marcado deterioro y las condiciones deplorables que presentaba, se impulsó la transformación del sistema penitenciario a través de la conversión acelerada de los recintos carcelarios al denominado "nuevo modelo penitenciario". En la primera etapa, 9 de las 35 cárceles del país fueron incorporadas al nuevo modelo. Al asumir la Procuraduría el sistema penitenciario del país apenas recibía un 16% (110 millones de pesos dominicanos) del presupuesto total de la institución; para el 2006 tras dos años de priorización, el gasto había aumentado a un 34% (509 millones de pesos dominicanos). 
La tecnificación de la investigación criminal necesitaba institucionalizarse, y en varias oportunidades Domínguez abogó por la creación de una policía técnica judicial. Se en este período el Instituto nacional de Ciencias Forenses (INACIF).

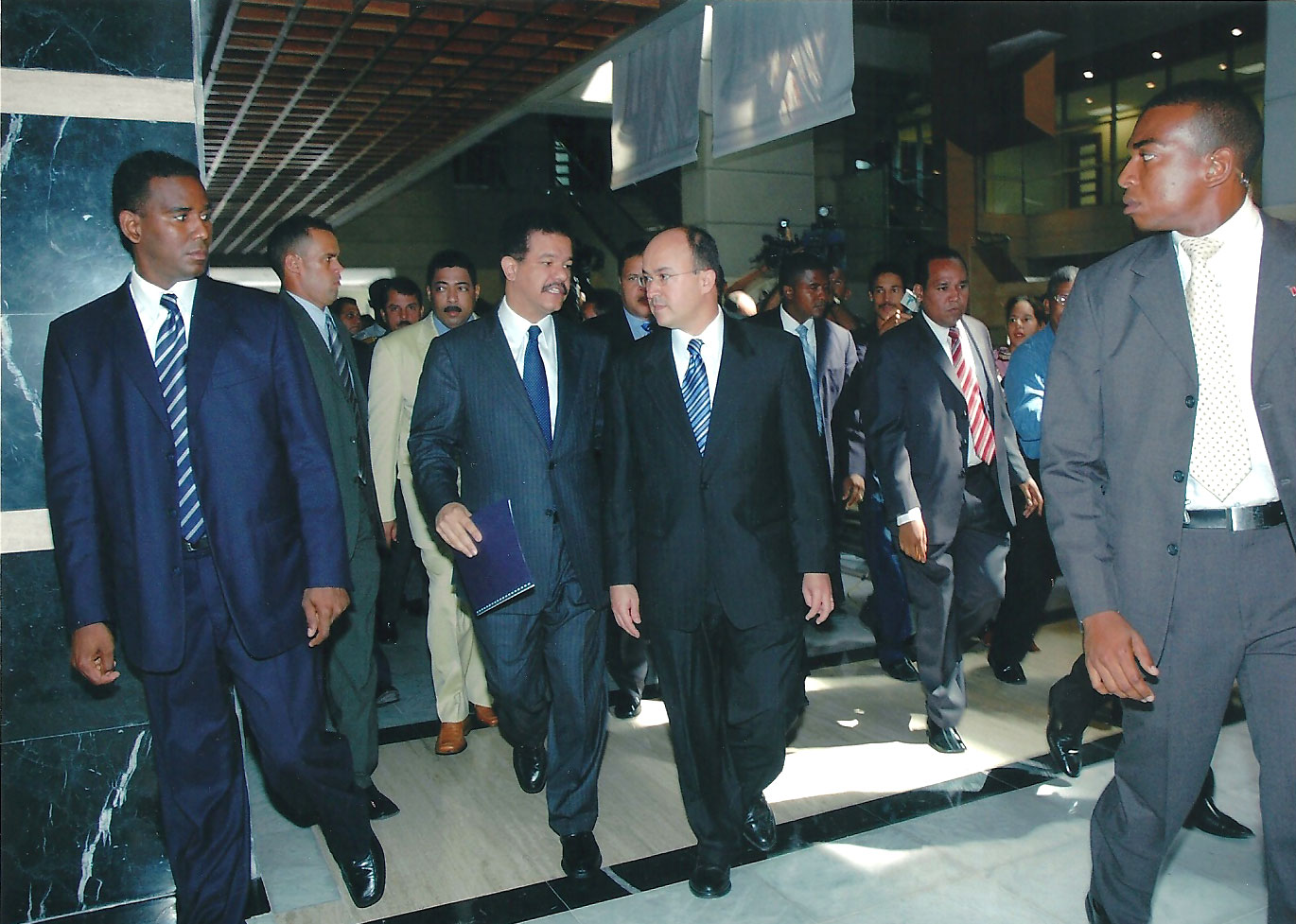
Francisco Domínguez Brito, camina junto al Presidente dominicano Leonel Fernández en un recorrido por el nuevo Palacio de Justicia de Santo Domingo en 2005.

Cooperación interinstitucional y transparencia. Como procurador fue designado miembro de la Unidad Técnica de la Comisión Nacional de Ética y Combate a la Corrupción (CNECC). Desde aquí impulsaron importantes iniciativas vinculadas a la regulación del régimen de compras y contrataciones del Estado, primero a través de un decreto Presidencial y luego a través del proyecto de ley que posteriormente regiría la materia. También se crearon las comisiones de ética pública y se establecieron programas de fomento y promoción de los principios establecidos en el Código de Ética del Servidor Público (Ley 120-01).

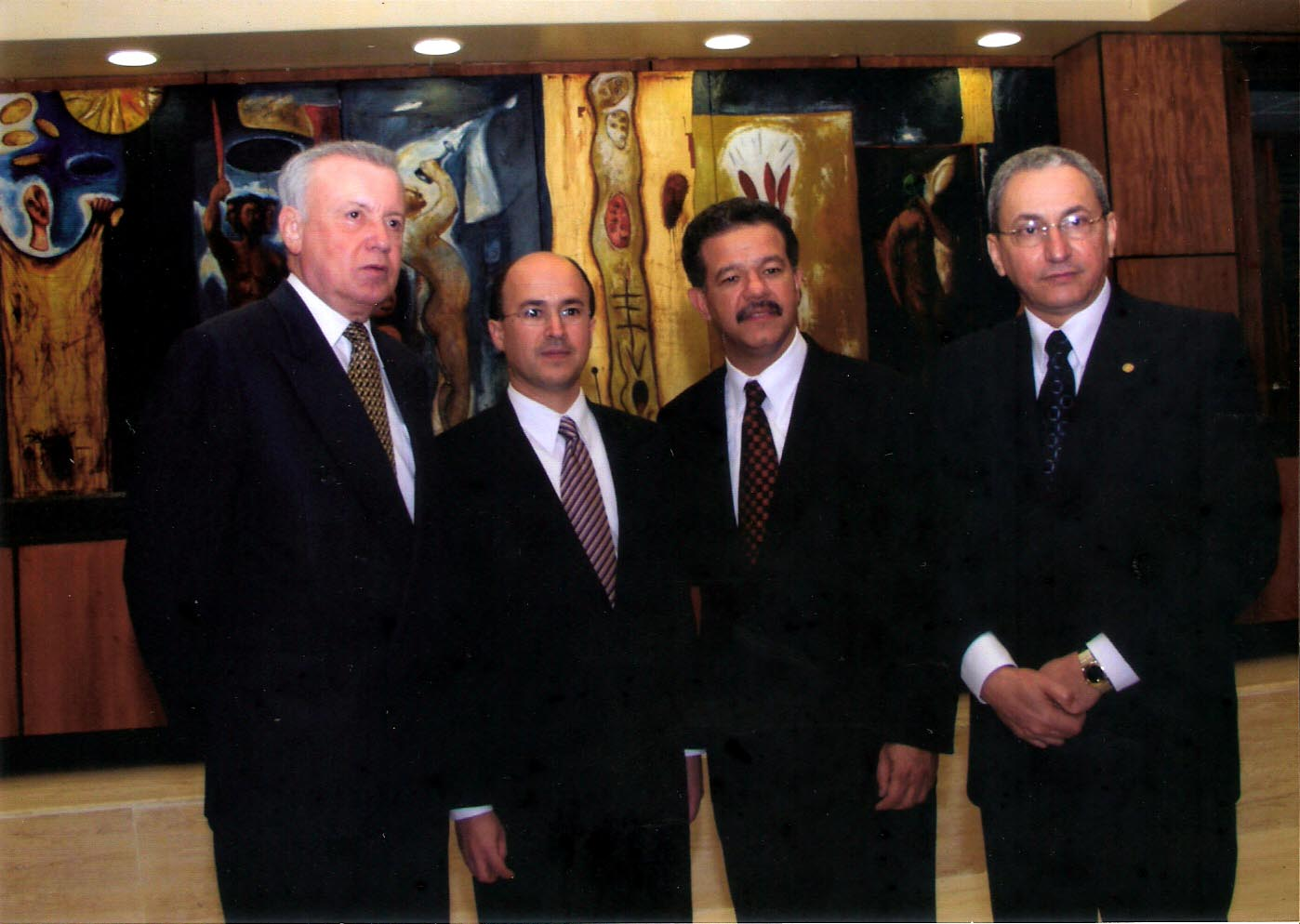
El Rafael Alburquerque, Francisco Domínguez Brito, el Presidente dominicano, y el Presidente de la Suprema Corte en 2005.

La nueva institucionalidad en la Procuraduría General de la República. Bajo esta gestión se crearon:
- la Oficina de Atención a las Víctimas; el Sistema de Información Criminal (SIC); la Unidad del Ministerio Público anti Lavado de Activos;

- Fiscalías Barriales o de la comunidad, implementando la resolución alternativa de conflictos, con el fin de ofrecer acceso rápido a la justicia, contribuyendo a la descarga de los casos, a la paz social y aliviando la sobrecarga de trabajo que anteriormente caracterizaba el antiguo sistema inquisitorio;

- Centros especializados de atención de violencia intrafamiliar en el Distrito Nacional, la provincia de Santo Domingo, Santiago, La Vega y Baní; con el fin de fortalecer los programas de atención a las víctimas de maltrato familiar; sensibilización de las instituciones que suelen detectar casos de violencia familiar, especialmente de las autoridades policiales, escolares y sanitarias, para que brinden la atención adecuada a las víctimas y, en su caso, procuren la intervención de las instituciones especializadas.

### Senador por la provincia deSantiago(2006-2010)

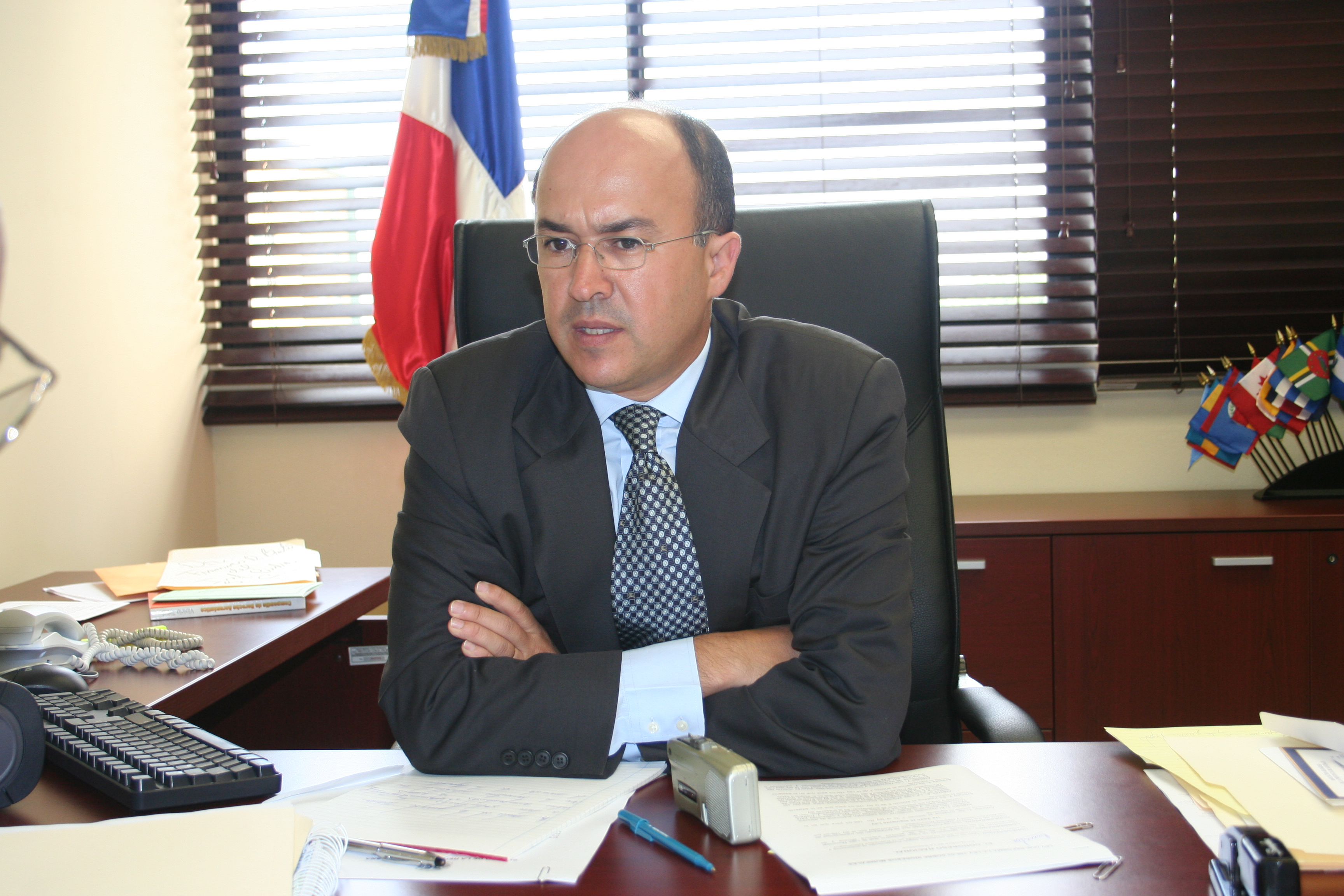
Francisco Domínguez Brito en su despacho del Senado de la República Dominicana, septiembre de 2006.

Siendo procurador general de la República, el día 1 de febrero del año 2006 solicitó una licencia provisional para involucrarse en el proceso electoral a celebrarse el 16 de mayo de ese año:
"(...)quiero informar que en el día de hoy estoy procediendo a solicitar una licencia por tres meses sin disfrute de sueldo..., a partir del 16 de febrero del presente año a los fines de asumir la candidatura de la senaduría por la provincia de Santiago”, expresó. 
El 8 de agosto presentó formal renuncia al cargo de procurador, para asumir la senaduría por la provincia de Santiago.
Así, habiendo sido candidato oficialista por el PLD durante las elecciones congresionales y municipales celebradas en la República el día 16 de mayo del año 2006, Francisco Domínguez Brito se convirtió en el senador electo por la provincia de Santiago al obtener 156,499 votos válidos (53.25%).
Fue juramentado el día 16 de agosto de ese mismo año por el presidente del Senado de la República Reinaldo Pared Pérez.
Fungió como presidente de la Comisión de Justicia y Derechos Humanos, encargada de decidir en los temas vinculados a la organización judicial, a la creación y supresión de tribunales, a la aprobación y discusión de códigos y leyes procesales, la administración penitenciaria; así como la protección y salvaguarda de los derechos fundamentales y las libertades públicas.

#### Iniciativas legislativas aprobadas

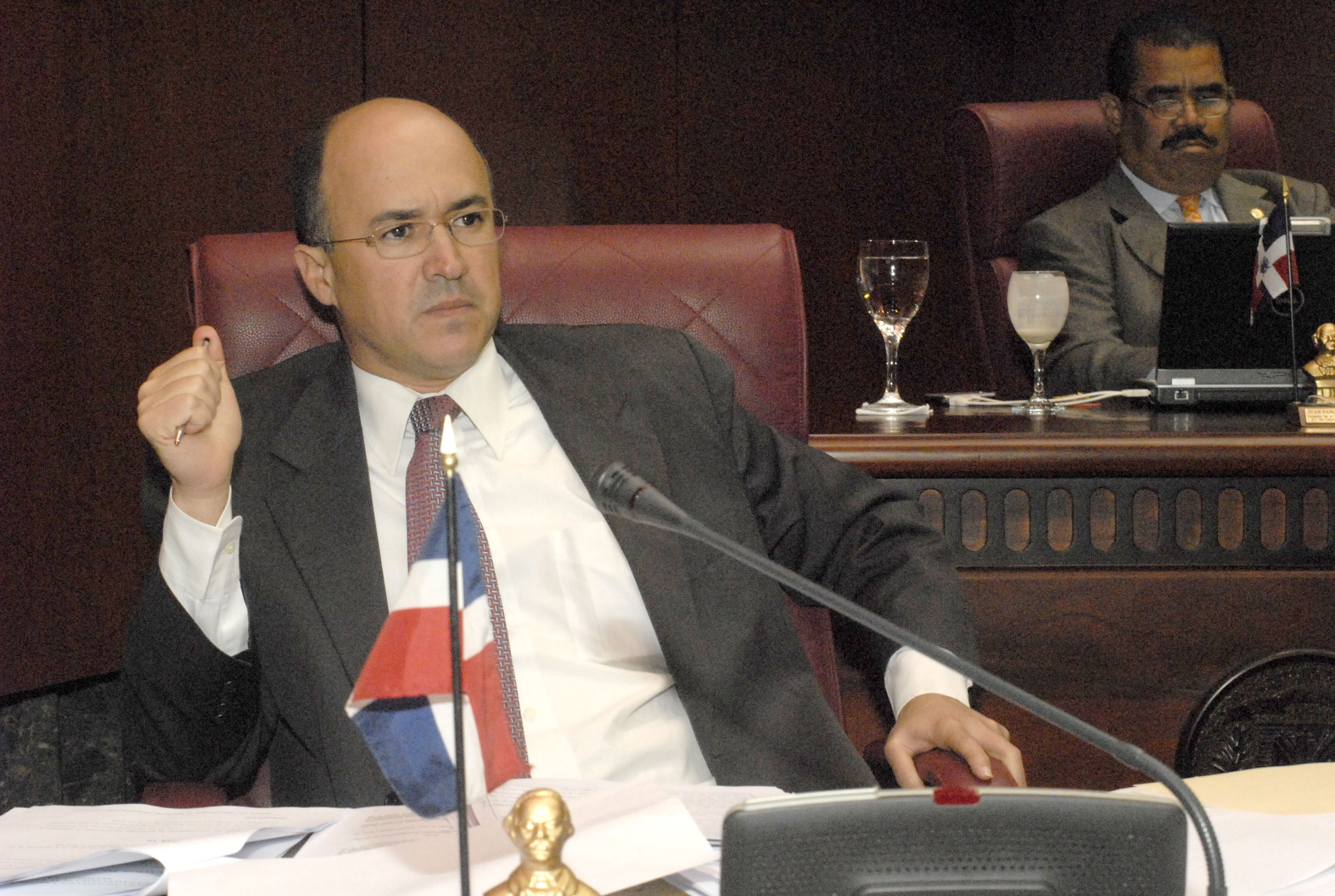
Francisco Domínguez Brito en el hemiciclo del Senado de la República Dominicana, marzo de 2009.

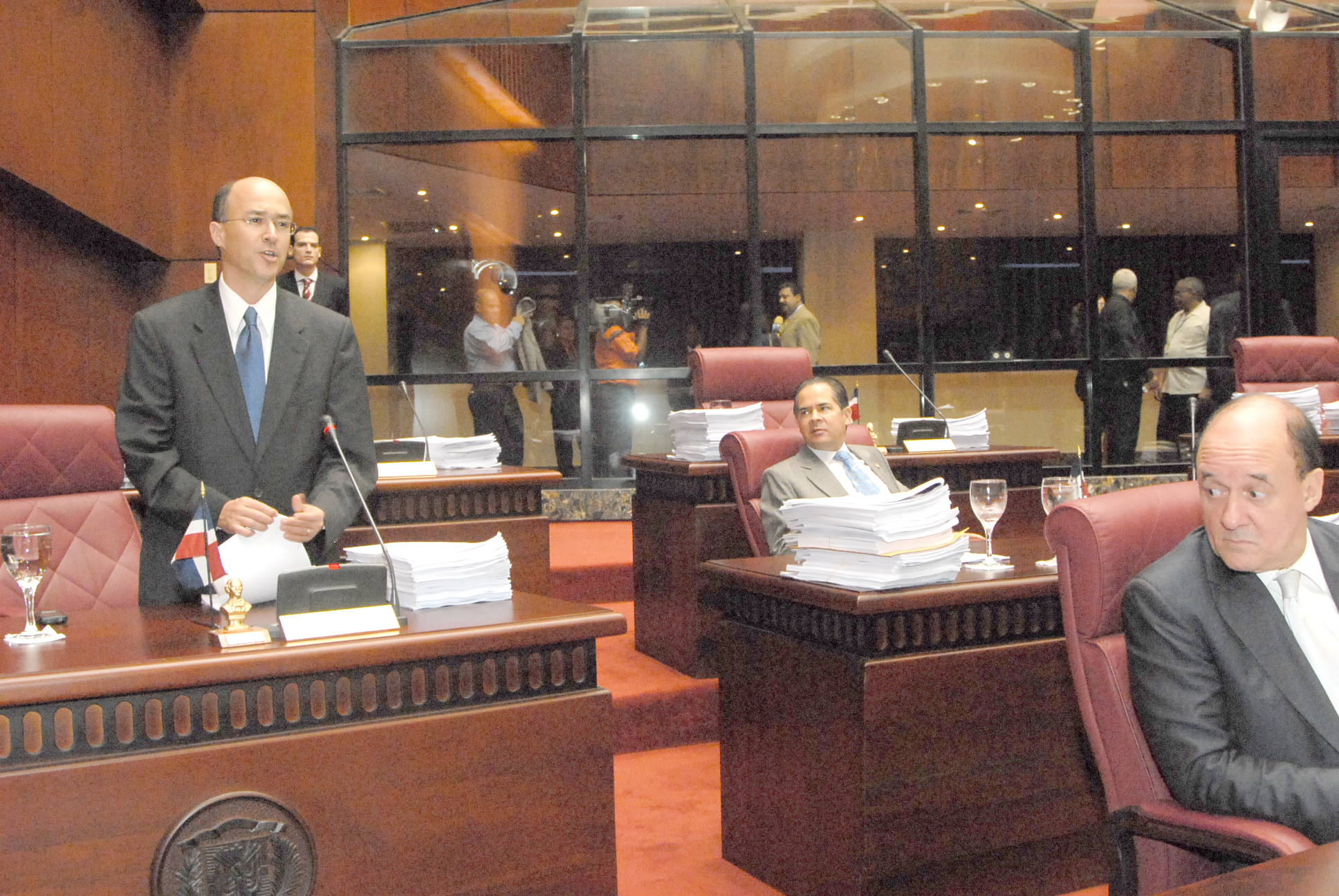
Francisco Domínguez Brito se dirige a los senadores de la República. A la derecha sentados los senadores Antonio Cruz y Prim Pujals Nolasco, 17 de octubre de 2009.

| Ley Número | Asunto y Fecha de Promulgación |
| ---------- | --- |
| 12-07      | Ley sobre multas establecidas en el Código Penal y leyes especiales y fortalecimiento del sistema penitenciario nacional, de mayo/2007. |
| 13-07      | Ley de transición hacia el control jurisdiccional de la actividad Administrativa del Estado, de febrero/2007. |
| 176-07     | Ley del Distrito Nacional y los municipios, de julio/2007. |
| 218-07     | Ley de amnistía de declaración tardía de nacimiento, de agosto/2007. |
| 222-07     | Ley mediante el cual se modifica el literal e, del artículo 78 de la ley 66-97 de la Ley General de Educación, de agosto de 2007. (Vigencia libros de texto escolares). |
| 454-08     | Ley mediante la cual se crea el Instituto Nacional de Ciencias Forenses de la República Dominicana (INACIF), de octubre/2008. |
| 481-08     | Ley General de Archivos de la República Dominicana, de diciembre/2008. |
| 479-08     | Ley General de las sociedades comerciales y empresas individuales de responsabilidad limitada, de diciembre/2008. |
| 489-08     | Ley de Arbitraje Comercial, de diciembre/2008. |
| 174-09     | Ley que modifica el literal b del art. 70 de la Ley n.º 241 de 1967, sobre tránsito y construcción de isletas en las autopistas, modifica el art. 19-bis de la Ley n.º 1474, sobre vías de comunicación y adiciona el art. 37 a la Ley n.º 202-04, sobre Áreas Protegidas para crear la clasificación corredor ecológico, de junio/2009. |
| 181-09     | Ley que modifica los artículos 15, 16, 17 de la ley n.º 50-87, sobre las Cámaras oficiales de comercio y producción, de julio/2009. |
| 108-10     | Ley para el fomento de la actividad Cinematográfica. Sometida conjuntamente con el Presidente del Senado y aprobada en sesión ordinaria en diciembre de 2009. Promulgada en agosto/2010 |
| 86-11      | Ley de Inembargabilidad de los Fondos Públicos, la cual detalla que Los fondos públicos depositados en entidades de intermediación financiera o asignados en subcuentas especiales de la Tesorería Nacional en provecho de los órganos del Estado, así como las sumas que les adeuden personas físicas o morales por concepto de tributos o cualquier otra causa, no podrán ser retenidos como consecuencia de embargo retentivo u oposición de cualquier naturaleza. |
| 146-11     | Ley que designa a la caoba, árbol nacional de la República y a la rosa de Bayahíbe, flor nacional de la República. |

#### Iniciativas legislativas en proceso
- Proyecto de Ley de reestructuración mercantil y liquidación judicial.
- Proyecto de Ley de incentivo a la importación de vehículos de energía no convencional.
- Proyecto de Ley que establece el sistema de internado profesional y examen nacional de competencias para el ejercicio de la medicina.
- Proyecto de Ley sobre declaración Jurada de bienes y enriquecimiento ilícito.

#### Iniciativas sociales y culturales

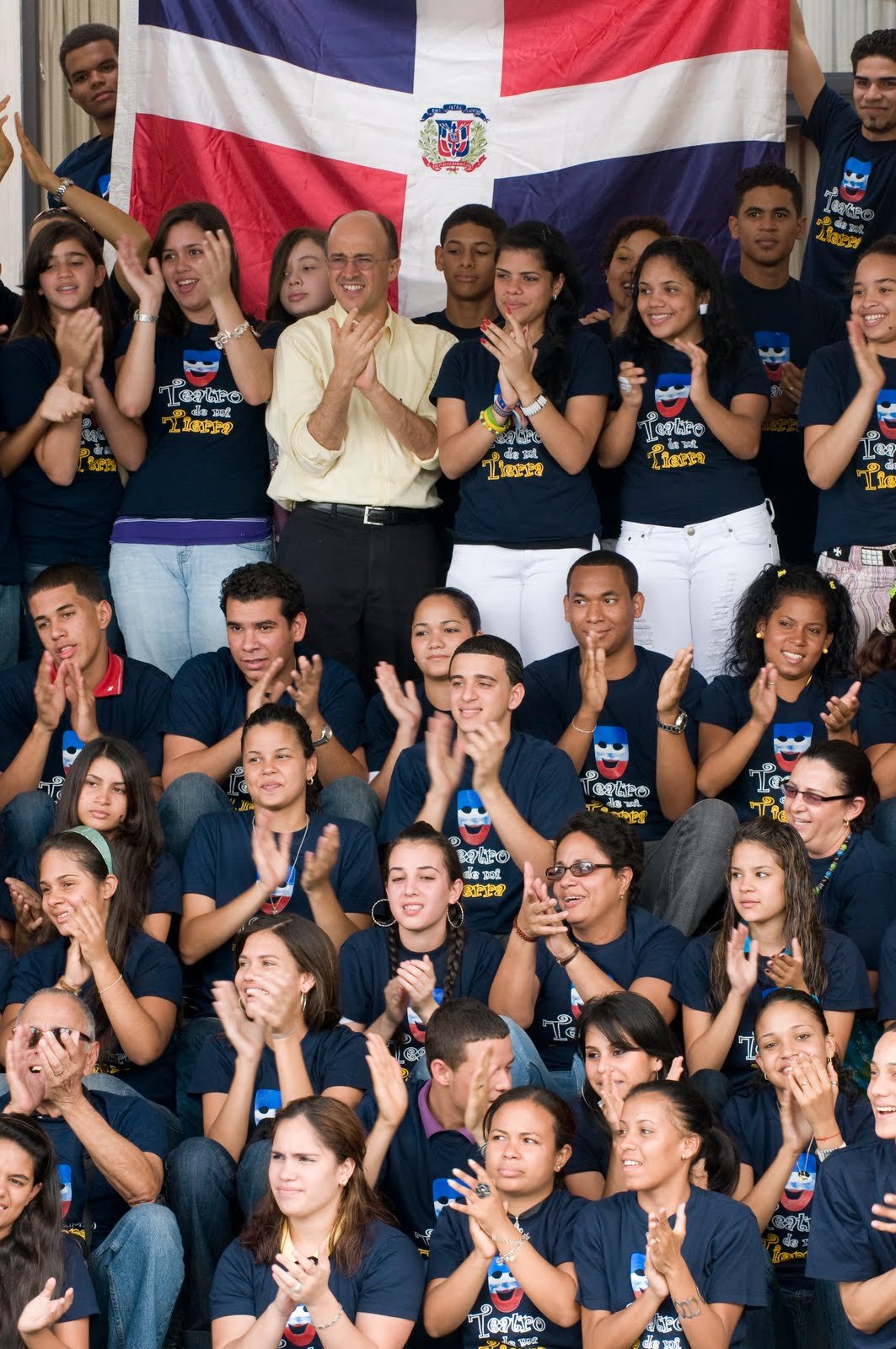
Francisco Domínguez Brito, junto a jóvenes participantes del IV Festival de Teatro Escolar, Santiago, marzo de 2010.

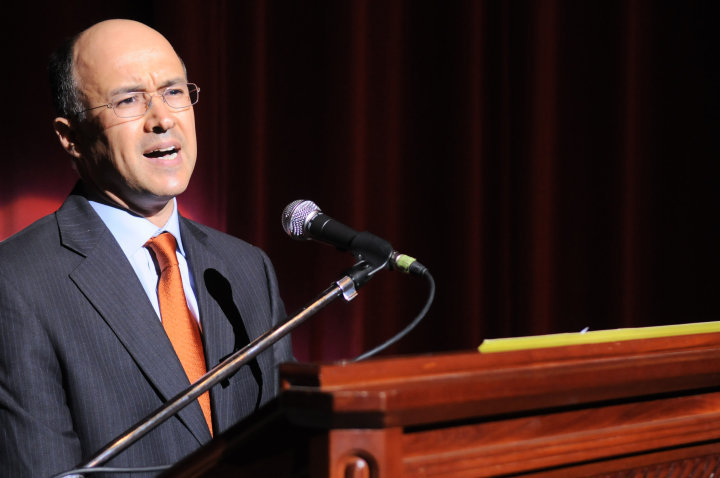
Francisco Domínguez Brito, en la apertura del IV Festival de Teatro Escolar, Santiago, abril de 2010.

La gestión senatorial de Francisco Domínguez Brito, bajo el lema Una gestión para Todos, se trazó como meta desde sus inicios apoyar el proceso de formación escolar, humana y profesional de los y las ciudadanas de Santiago. En este sentido, el mayor porcentaje de los recursos administrados por la oficina Senatorial fueron dedicados a este capítulo a través relevantes actividades y eventos, entre estos resaltan:
| Programa                                    | Descripción |
| ------------------------------------------- | --- |
| Becas                                       | Diseñado a contribuir y mejorar la situación de aquellos estudiantes de escasos recursos económicos; incluyó programas de estudio a nivel tecnológico para impulsar el ingreso y egreso satisfactorio en carreras prioritarias para el desarrollo regional y nacional del país |
| Festival de Teatro Escolar Provincial       | Con el propósito de establecer las bases de un movimiento teatral en la región que se originara en las escuelas del nivel medio y pudiera generar mediante la práctica teatral el enriquecimiento intelectual y espiritual para el desarrollo integral de los jóvenes. Más de 60 instituciones educativas, 60 montajes teatrales, conferencias, talleres y 15 mil participantes se celebró una edición cada año desde el año 2007. |
| Centro de capacitación en Informática       | Constituye una iniciativa conjunta con el Instituto Dominicano de las Telecomunicaciones (INDOTEL) y se dedicó especialmente a personas con discapacidad visual. Por sus aulas desfilaron más de 1,300 estudiantes. |
| Santiago Ciudad Bilingüe                    | Pretende la elaboración de estrategias adecuadas en la planificación del currículo del sistema educativo que permita a los egresados de las escuelas del dominio del inglés como segunda lengua. |
| Rehabilitación de centros Educativos        | Más de medio centenar de Centros de Enseñanza fueron beneficiados por esta iniciativa que buscó mejorar las instalaciones e infraestructuras de los mismos. |
| Acción Ambiental                            | La Oficina senatorial respaldó las actividades de instituciones como el Patronato del Parque Central, la Subsecretaría de Recursos Forestales, la Sociedad Ecológica del Cibao, Inc, la Fundación Saltadero, entre otras. |
| Apoyo a instituciones de servicios sociales | A pesar de los esfuerzos desplegados por el Gobierno Central para reducir la pobreza y auxiliar a los dominicanos en situación de marginalidad, el role de las instituciones filantrópicas y de bien social se hace cada vez más relevante. Entre las instituciones con las que la Oficina senatorial se relacionó en sus esfuerzos están: El Hospital Infantil Arturo Grullón, el Voluntariado Jesús con los Niños, la Casa Hogar para Madres, las Aldeas SOS, el Centro de Rehabilitación de Educación Especial, Acción Callejera, Niños con una Esperanza, Casa de Acogida a la mujer maltratada, la Defensa Civil, Siervas de María, entre otras. |

### Asamblea Nacional: Reforma Constitucional (2009)[10]
En el marco del proceso de reforma a la constitución Dominicana iniciado en el año 2008, y tras la aprobación de la ley que declaraba la necesidad de que el Congreso se avocara a estas tareas, el 12 de noviembre de 2008 Francisco Domínguez Brito presentó la propuesta preliminar del informe respecto al Proyecto de Ley de Convocatoria para la Reforma Constitucional, el cual sustentaba la reforma constitucional como consecuencia de la necesidad del fortalecimiento institucional, del establecimiento de criterios de incorporación de las normas internacionales en el derecho interno, de la ampliación de los procedimientos constitucionales que permitan que el sistema de pesos y contrapesos sea eficiente, de la consolidación del Estado de Derecho y cumplimiento de la ley, del alcance de la transparencia en el accionar de la administración, de garantizar la democracia económica a través de un instrumento para el desarrollo integral de la nación: la persona, la familia y la sociedad, y por último se sustenta la reforma de la norma sustantiva por la necesidad de incorporar nuevas figuras jurídicas.
Desde que concluyera el proceso de Consulta Popular iniciado con la finalidad de elaborar una propuesta de reforma a la constitución, Francisco Domínguez Brito expresó su interés de formalizar en el texto constitucional un conjunto de preceptos que permitan adecentar la democracia Dominicana. En este sentido utilizó importantes escenarios públicos para manifestar su visión acerca de la necesidad fortalecer la institucionalidad y los mecanismos de control horizontales entre los Poderes del Estado de la República, así como por el establecimiento de más y mejores sistemas de garantías a los derechos fundamentales, mayor control de las finanzas públicas, racionalización de las reglas y los procesos electorales, entre otros.
 Coordinador comisión de estilo 

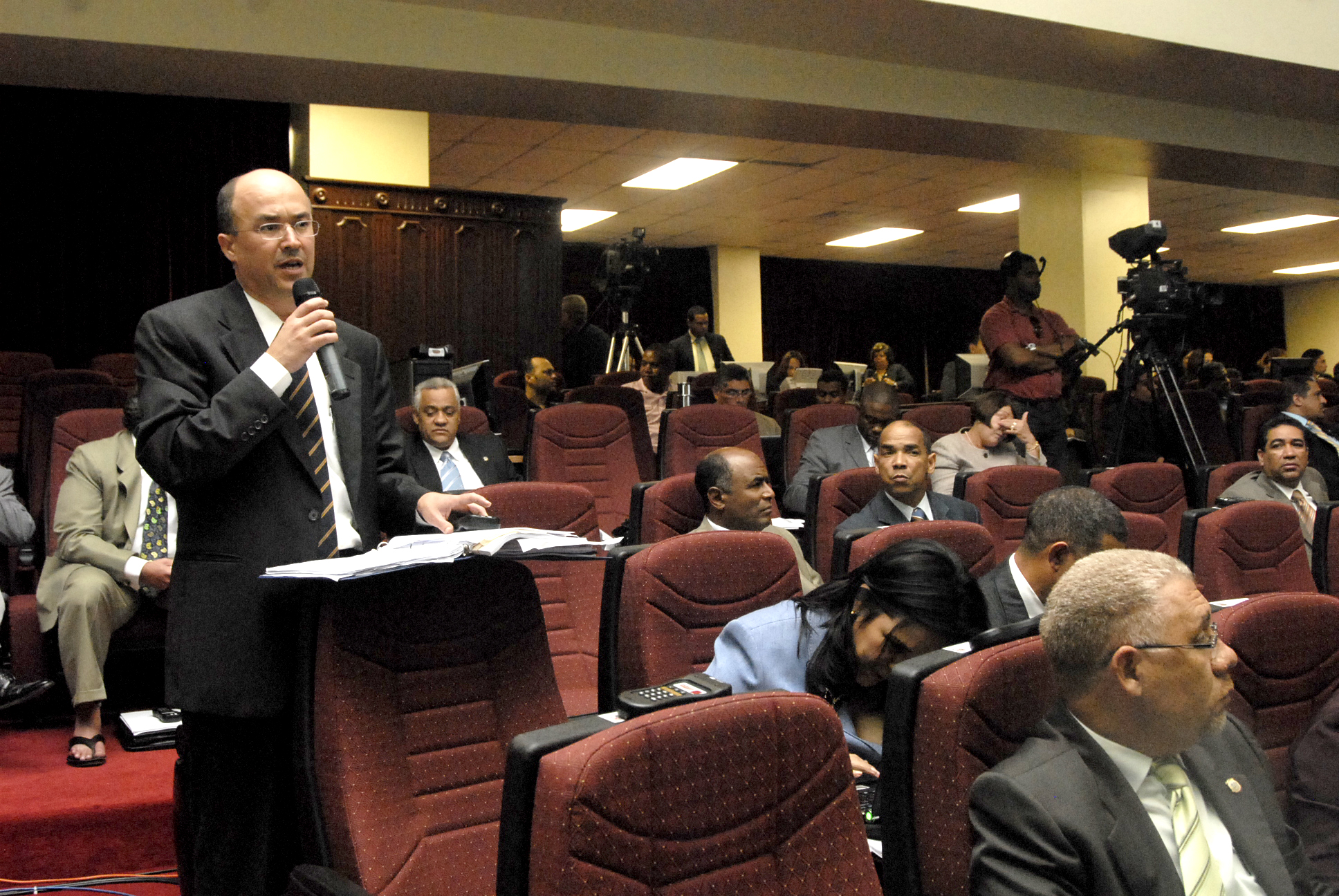
Francisco Domínguez Brito se dirige al plenario sala de sesiones de la Asamblea Nacional en Santo Domingo, abril de 2009.

La Asamblea Revisora de la Constitución se reunió por primera vez el martes 24 de marzo del año 2009 en Santo Domingo. Como Senador representante de Santiago fue designado coordinador de la Comisión de Estilo (Órgano de Coordinación y Apoyo de la Asamblea Nacional).  La atribución y función esencial de la Comisión consistía en revisar los textos que serían decididos por la Asamblea en primera lectura en cuanto al uso correcto del idioma para ser presentados al Plenario en la segunda lectura.
 Propuestas al plenario 

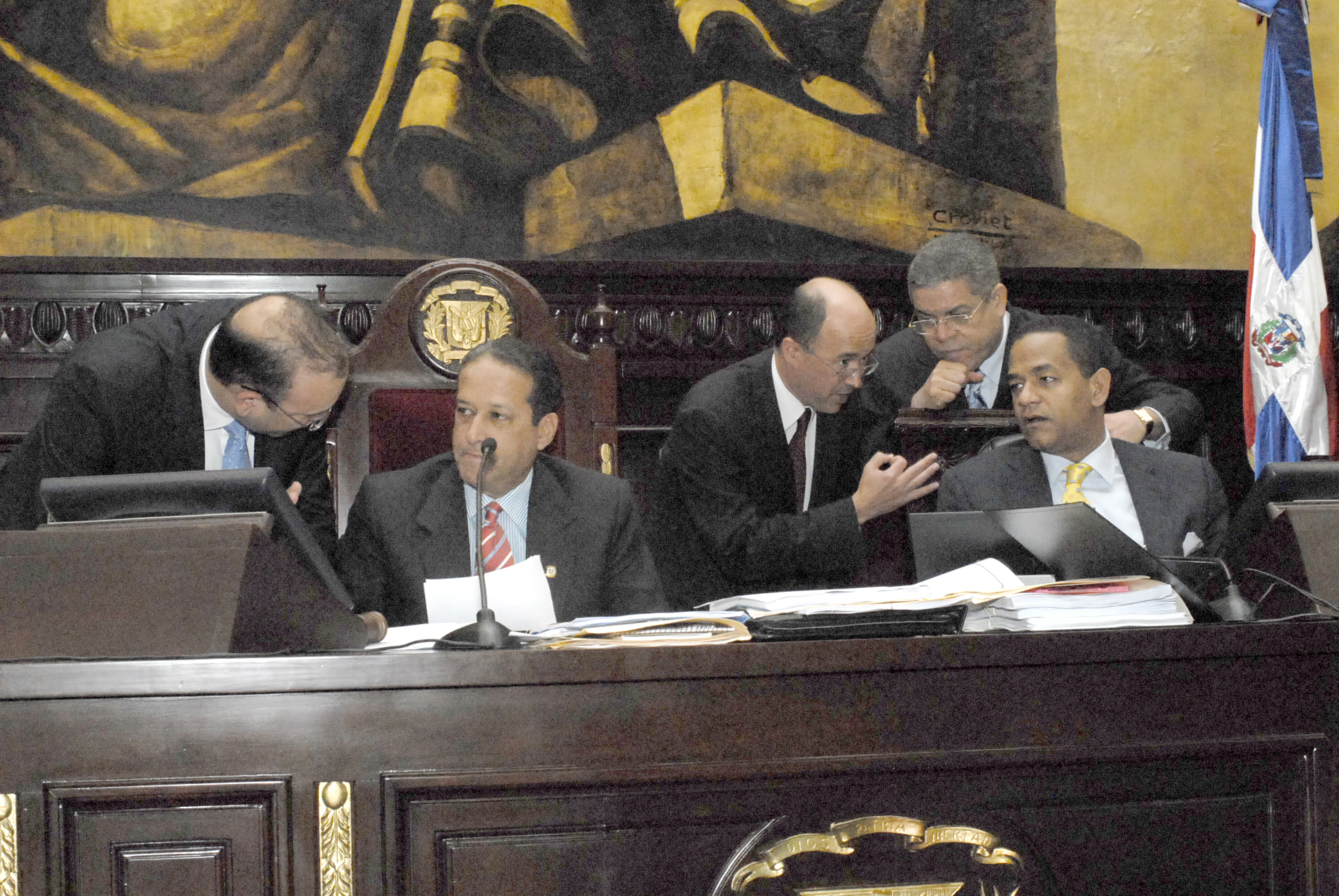
Francisco Domínguez Brito (centro) conversa con el Vice-Presidente de la Asamblea Nacional (sentado), y con Roberto Rosario vocero de la oposición (detrás). A la izquierda, el Presidente de la Asamblea (sentado) y el diputado Ulises Cabrera, mayo de 2009.

 Se propuso impulsar modificaciones al texto constitucional vigente desde el año 1966 en lo concerniente a las atribuciones del Poder Ejecutivo, el Congreso Nacional, la Suprema Corte de Justicia, la Junta Central Electoral, los Ayuntamientos y municipios, la Contraloría General, la Cámara de Cuentas, la Procuraduría General de la República, la Policía Nacional, los cuerpos de seguridad, así como a principios generales vinculados al manejo presupuestario, la planificación, la organización territorial, los gobiernos locales y los derechos fundamentales de los ciudadanos.
El Senador Francisco Domínguez Brito manifestó su respaldo al derecho a la educación, haciendo énfasis en que todo ser humano tiene derecho a la educación integral, de calidad, permanente, en igualdad de condiciones y oportunidades. En lo relativo al derecho a la cultura, promovió el valor de la identidad cultural, la riqueza artística, cultural e histórica del país y un Estado garantista a la protección, enriquecimiento, conservación, restauración y puesta en valor del patrimonio cultural de la nación. Defendió el establecimiento y protección del derecho de propiedad en todas sus variantes. Respecto al régimen de las provincias, propició el desarrollo regional y provincial integral, con la creación de un consejo de desarrollo con carácter consultivo en materia económica y social.

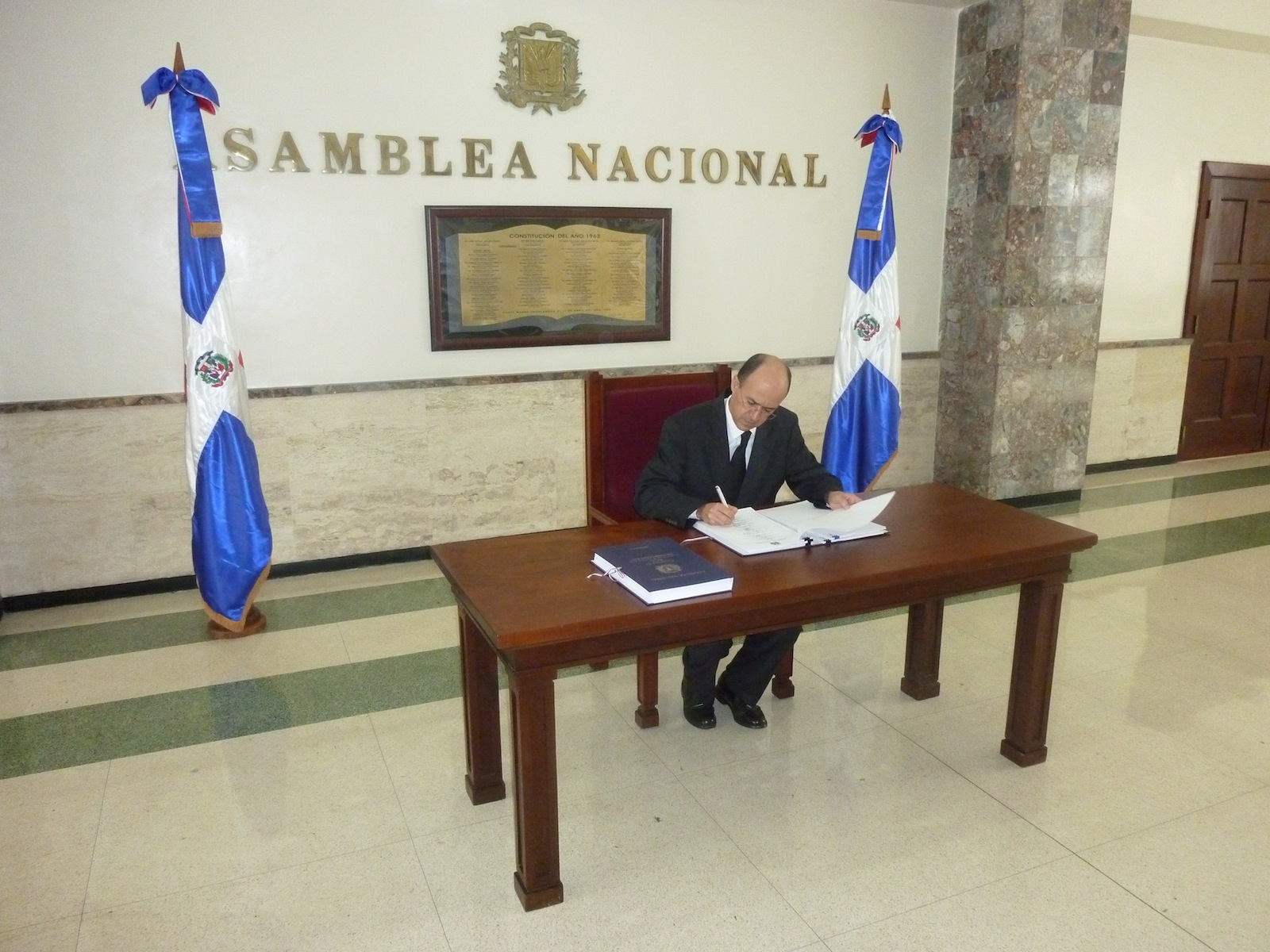
Francisco Domínguez Brito mientras firmaba el documento original con la nueva Constitución de la República en Santo Domingo, diciembre de 2009.

cPromovió la condena a toda forma de corrupción administrativa. Para ello, se instituyeron medidas de prevención a la corrupción, estableciéndose con carácter de obligatoriedad la declaración jurada de bienes de los funcionarios públicos, correspondiendo a estos últimos probar el origen de sus bienes. En lo que respecta a los recursos naturales, abogó por la utilización de los recursos para el desarrollo de cada una de las provincias de donde provienen.
En el sector justicia, el senador Francisco Domínguez Brito propuso establecer jurisdicciones especializadas y clarificar el rol del Ministerio Público como figura inamovible y como órgano responsable en justicia de la formulación e implementación de la política del Estado contra el crimen, de dirigir la investigación penal y ejercer la acción pública en representación de la sociedad. En igual medida, promovió el rol del Ministerio Público como figura defensora de los derechos fundamentales, como promotor de la resolución alternativa de disputas y defensor del interés público tutelado por la ley. En esa misma dirección, promovió la carrera del Ministerio Público, la institución de un Consejo Superior para el Ministerio Público y la ampliación de competencias del Consejo Nacional de la Magistratura establecido en 1994.
Finalmente, Domínguez introdujo por sí mismo o conjuntamente a otros asambleístas propuestas de modificación a más de un centenar de artículos del proyecto de reforma Constitucional. Como presidente de la Comisión especial sobre del Poder Judicial propuso un nuevo rediseño de organización judicial, atribuciones y prerrogativas de los actores del sistema de justicia en la República. Domínguez Brito junto a los asambleístas del PLD Minou Tavárez Mirabal y Julio César Valentín Jiminián lograron aprobar más de una tercera parte de los 277 artículos de la nueva Constitución de la República proclamada en el año 2010.

### Precandidatura Presidencial (2011)
Coherente con declaraciones anteriores, el día 3 de febrero de 2010 Francisco Domínguez Brito anunció que se embarcaba en un proyecto presidencial con miras a las elecciones del año 2012.El día 26 de junio de 2011 el Partido de la Liberación Dominicana (PLD) celebró sus primarias internas. El Lic. Danilo Medina se impuso a los demás aspirantes: Francisco Domínguez Brito, José Tomás Pérez y Radhamés Segura.

### Ministro de Trabajo de laRepública(2011-2012)
El 22 de agosto de 2011 el presidente de la República Dominicana Leonel Fernández designó a Francisco Domínguez Brito como ministro de Trabajo mediante el decreto número 494-11. Al ser juramentado el día 26 de Agosto en el Palacio Nacional afirmó que el Seguro Familiar y el Seguro Médico han sido pilares de este Gobierno, y adelantó que serán a estos dos renglones a los que dará prioridad, al igual que el crecimiento del empleo:
“Vamos a trabajar muy duro para que siga mejorando y administrativamente sea sostenible; igualmente está el tema de las pensiones. La gente quiere cuando termine su trabajo, la edad de retiro; que esos fondos estén ahí. Seremos vigilantes en este aspecto”.
Sistema Integrado de Registro Laboral (SIRLA). El Sistema Integrado de Registro Laboral (SIRLA) fue puesto en ejecución en el año 2011 y consiste en un sistema electrónico en el que los empleadores pueden registrar sus empresas y trabajadores. Con el mismo se elimina la necesidad de hacer compras y depósitos de formularios laborales de manera física, simplificando los trámites, ahorrando tiempo y transparentando el proceso. Hasta julio de 2012 se habían registrado 561,395 trabajadores y 16,249 establecimientos.
Asistencia Judicial. El Ministerio de Trabajo ofrece asesoría judicial a los usuarios y cuenta con 60 abogados que están a la disposición de todos los trabajadores y empleadores de forma gratuita. En el desarrollo de sus funciones, durante la gestión de Francisco Domínguez Brito se atendieron 6,590 usuarios, de los cuales 1,395 recibieron asignación de abogados para casos en los tribunales de la república: 688 por despidos, 305 por dimisiones y 400 por desahucio. Todas las asistencias ofrecidas dejaron 12,489,932 pesos de indemnizaciones recibidas por los trabajadores atendidos.
Inspección del Trabajo. El departamento de inspección de trabajo realizó 62,787 visitas a empresas durante el período agosto de 2011 a mayo de 2012. Fueron levantadas 36,729 actas de apercibimiento y 3,127 actas de infracción. Igualmente se ofreció atención personal a 305,631 usuarios en todo el país.
Proyecto "Cumple y Gana". El Proyecto Cumple y Gana fue una iniciativa regional financiada por el Departamento de Trabajo de los Estados Unidos, ejecutado por etapas en coordinación con el Ministerio de Trabajo con el objetivo de incrementar el cumplimiento de los derechos laborales por medio del fortalecimiento de los sistemas de inspección laboral. Unos de los mayores aportes brindados por el proyecto fue lograr que más de 11,200 expedientes de inspección y más de 65,000 registros de atención a las personas estén en el Sistema Electrónico de Manejo de Casos de Inspección (SEMC) en las Representaciones Locales de Trabajo. Esta herramienta electrónica estandariza los informes de inspección y reduce el papeleo interno ya que los inspectores pueden tener acceso al sistema de manera remota.
Convenios institucionales. Bajo la dirección de Francisco Domínguez Brito, el Ministerio de Trabajo suscribió acuerdos con la Major League Baseball (MLB), el Instituto Nacional de formación técnico-profesional (INFOTEP), el Instituto Tecnológico de las Américas (ITLA) y el Parque Cibernético con el propósito de acompañar a los jóvenes dados de baja en el proceso de búsqueda de empleo como beisbolistas de manera que les permita reorientar sus vidas, así como promover la reinserción laboral a través de la capacitación, la formación técnico-profesional y la orientación ocupacional. También se concertó u convenio con la Universidad Católica Tecnológica de Barahona (UCATEBA) y la Organización No Gubernamental CESAL, con el objetivo de trabajar en colaboración para la intermediación, orientación ocupacional y promoción del empleo así como para la realización de estudios en coordinación con el OMLAD, para conocer los requerimientos y necesidades del marcado de trabajo de la provincia Barahona. Un acuerdo similar se firmó con la Oficina Presidencial de Tecnologías de la información y comunicación (OPTIC) para integrar al Ministerio de Trabajo en el Centro de Atención Presencial para el Ciudadano (Punto GOB) ubicado en el centro comercial Megacentro. En julio de 2012 se firmó con la Procuraduría General de la República un convenio, con el fin de establecer un esquema de cooperación interinstitucional dirigido a propiciar la reinserción social y laboral de los usuarios del Medio Libre (conformado por personas que han salido de cumplir condena desde los nuevos centros penitenciarios del país), así como de personas deportadas, mediante la creación e identificación de oportunidades laborales que les permitan generar ingresos para sostenerse junto a sus familias.
Servicio Nacional de Empleo (SENAE). En el período agosto de 2011 a julio de 2012 se registraron 16,683 vacantes y 65,173 candidatos a la Bolsa Electrónica de Empleo del Ministerio de Trabajo. Desde su creación la iniciativa ha registrado 5,730 empresas, 140,316 demandantes de empleo y ha evaluado 49,599 vacantes de empleo.
Ferias de Empleos. Entre agosto de 2011 y agosto de 2012 con la intermediación del Ministerio de Trabajo se realizaron diez (10) Ferias y diez (10) jornadas de empleo en las provincias de San Cristóbal, Santo Domingo, Santiago, La Vega, la Romana, Barahona, San Juan de la Maguana, Azua, Baní, Mao, San Francisco de Macorís e Higüey.
Programa "Juventud y Empleo" (PJE). El Programa "Juventud y Empleo (PJE)" formó parte de las políticas activas de empleo implementadas por el Gobierno de la República y lleva en ejecución desde el año 2003. En el período agosto de 2011 a julio de 2012 se realizaron 341 cursos de capacitación con 119 Centros Operativos del Sistema (COS) para un total de 10.980 jóvenes beneficiarios. En este ciclo se mantuvo la equidad de género, por cuanto el 54% de los egresados son mujeres jóvenes.
Proyecto Piloto de Empleo Temporal "Santiago Trabaja". El Proyecto "Santiago Trabaja" constituyó uno de los cuatro componentes del Programa Desarrollo Juvenil que ejecutó el Ministerio de Trabajo desde 2007, con el apoyo del Banco Mundial. Santiago Trabaja se diseñó y ejecutó como un mecanismo para combatir el desempleo, específicamente en la provincia de Santiago de los Caballeros, a raíz del incremento que se registró en el nivel de desempleo producto del impacto de la crisis financiera internacional y en particular en el sector de zona franca. El objetivo logrado fue dotar de capacidades básicas a 3,335 personas entre 18 y 65 años, y transferirles directamente RD $3,600 pesos mensuales durante 4 meses, condicionando su participación en el desarrollo de iniciativas de utilidad social a través de subproyectos que desarrollan obras o servicios de interés social, con uso intensivo de mano de obra.
Observatorio del Mercado Laboral Dominicano (OMLAD). El Observatorio del Mercado Laboral Dominicano constituye la dirección de Investigación del Ministerio de Trabajo, ubicado en la Dirección General de Empleo. Durante la gestión de Francisco Domínguez Brito completó la realización de los estudios: "Inmigrantes Haitianos y Mercado Laboral: Estudio sobre los Trabajadores de la Construcción y la Producción del Guineo en la República Dominicana", "Diagnóstico del Mercado Laboral de la Provincia Puerto Plata", y el "Panorama del Mercado Laboral Dominicano correspondiente al año 2011".

### Procurador de laRepública(2012- 2016)

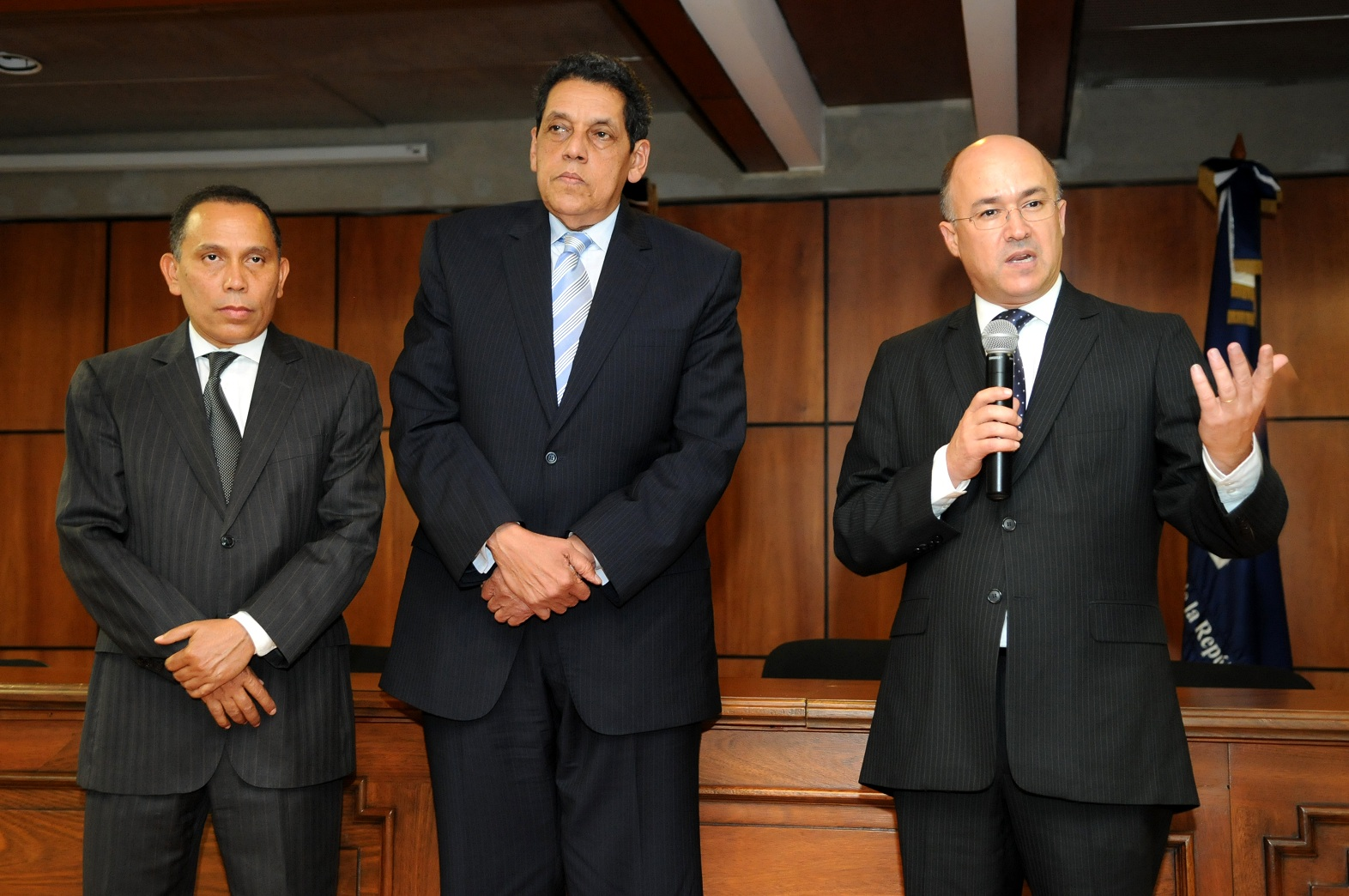
El procurador general saliente (izquierda) y el consultor jurídico del Poder Ejecutivo junto a Francisco Domínguez Brito (derecha) quien habla a la prensa luego de su puesta en posesión. 17 de agosto de 2012.

El 16 de agosto de 2012 mediante decreto 454-12 el presidente dominicano Danilo Medina designó a Francisco Domínguez Brito como procurador general de la República Dominicana. Al ser posesionado por el consultor jurídico del Poder Ejecutivo, declaró:
"La responsabilidad nuestra es hacer el trabajo bien, hacer las cosas correctamente, llevar a cabo nuestras labores con pasión, dedicación e interés, porque somos los defensores de que la sociedad se vea protegida ante la criminalidad, la cual no nos va a ganar la batalla. Somos los defensores de la ley, somos los defensores de que la sociedad se vea protegida ante la deshonestidad, somos los que garantizamos la libertad ciudadana, está en nuestras manos... la vida del otro, la libertad del otro...”
Procesamientos por Corrupción (agosto de 2012). A once (11) días de asumir como procurador general por segunda vez, Francisco Domínguez Brito anunció que tras una investigación que dirigió la Inspectoría de la Procuraduría, se determinó que Pascual Cordero Martínez pagó más de un millón de pesos para que el director de prisiones, Mario Acosta Santos, gestionara que lo regresaran a la Cárcel “La Victoria” desde el Centro de Corrección y rehabilitación de Higüey a donde fue trasladado para tener más control de él por la rigurosidad del Nuevo Modelo Penitenciario. Días después el Tribunal de Atención Permanente del Distrito Nacional dictó tres meses de prisión preventiva en la cárcel de Najayo al exdirector de Prisiones, Mario Acosta.
Dirigió y promovió de manera activa procesos por corrupción contra integrantes de su propio gobierno, entre los que se incluyen los relacionados con el Ministerio de Obras Públicas y Comunicaciones, encabezado por el ingeniero Víctor Díaz Rúa, y sus colaboradores. También impulsó el proceso seguido ante la Oficina de Ingenieros Supervisores de Obras del Estado (OISOE), encabezada por el ingeniero Félix Bautista; el proceso relativo a la Liga Municipal Dominicana (LMD), encabezada por el señor Amable Aristy Castro; el proceso seguido contra la Dirección General de Bienes Nacionales, en el que figuraba como imputado el señor Elías Wessin Chávez; el proceso respecto del Instituto Nacional de Agua Potable; y los procesos por corrupción contra los titulares de las alcaldías de San Cristóbal, La Romana, Cabarete y San Francisco de Macorís.
Propuestas de modificación al Código Procesal Penal (septiembre de 2012). El 14 de septiembre el procurador general presentó ante el Congreso Nacional una propuesta de modificación al Código Procesal Penal para limitar algunas situaciones que han permitido que personas procesadas evadan la justicia, así como para limitar la discrecionalidad de los jueces al momento de imponer medidas de coerción a personas reincidentes o con otros procesos judiciales pendientes, crear un sistema más eficiente para la captura de prófugos o declarados en rebeldía, entre otros.

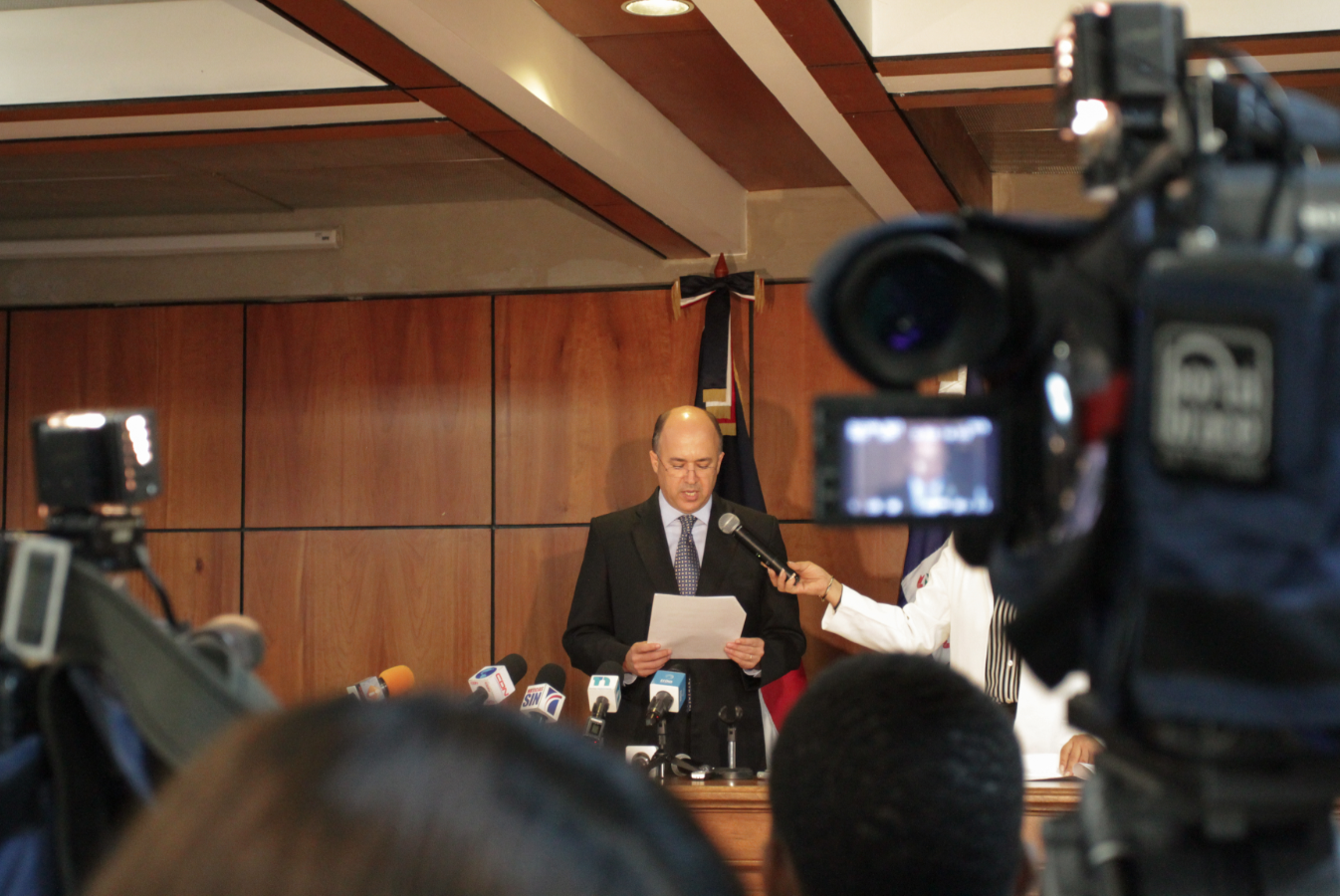
El procurador general Francisco Domínguez Brito habla a la prensa anunciando medidas tomadas por el Ministerio Público para el sistema penitenciario. 27 de septiembre de 2012.

Eliminación de privilegios en las cárceles (septiembre-octubre 2012). El 28 de septiembre el procurador general de la República, Francisco Domínguez Brito, dispuso la eliminación de los privilegios que disfrutan los presos millonarios en algunas cárceles. Mediante una comunicación enviada al director de Prisiones, Tomás Holguín La Paz, Domínguez Brito impartió instrucciones para que ningún recluso disfrute de privilegios especiales, tales como del uso de aires acondicionados, televisiones, antenas parabólicas, computadoras portátiles, teléfonos, entre otros. En fines de semanas seguidos, con la ayuda de la Unidad de Traslado de Alto Riesgo, se extrajo a 77 internos los cuales ocupaban celdas conyugales que habían convertido en suites privadas; asesinos, narcotraficantes, violadores y otros criminales peligrosos fueron trasladados al Centro de Corrección y Rehabilitación de Anamuya en la provincia de La Romana.
Regulación incautación vehículos de motor (octubre de 2012). El procurador general de la República, instruyó a todos los representantes del Ministerio Público para que sólo se incauten los vehículos de motor cuando los mismos constituyan un elemento probatorio y vinculante con el proceso que se lleva a cabo. Las instrucciones fueron dadas mediante la circular número 03646, dirigida a los procuradores generales titulares, adjuntos, los fiscales titulares y sus adjuntos,  así como a los fiscalizadores. Señaló que la advertencia fue dada para preservar el derecho fundamental de propiedad inherente a toda persona, que puede resultar violentado al momento de realizar un secuestro de cosas, en especial de vehículos de motor.
Procesamiento del senador Felix Bautista (Octubre de 2014). El 22 de octubre de 2014 Francisco Domínguez Brito remitió un escrito de acusación y requerimiento de apertura a juicio contra el senador Félix Bautista depositado ante la Suprema Corte de Justicia. La Procuraduría solicitó la designación de un Juez de la Instrucción Especial, a fin de conocer en audiencia preliminar una solicitud de prisión preventiva y acusación por hechos graves de corrupción y lavado de dinero en contra de: Félix Ramón Bautista Rosario, Soraida Antonia Abreu Martínez, José Elías Hernández García, Bolívar Antonio Ventura Rodríguez, Carlos Manuel Ozoria Martínez, Gricel Aracelis Soler Pimentel y Bienvenido Apolinar Bretón Medina.” Domínguez Brito afirmó que con la acción en contra del Senador y secretario de Organización del PLD está cumpliendo con su responsabilidad y agregó:
“Creo que hay un límite para todo, pienso que no todo puede ser permitido. Esto no es por este momento, esto tiene mucho tiempo, es un trabajo profesional, y más que nada es una responsabilidad del Ministerio Público, que quiere que prevalezca la verdad en este caso. Si hay enriquecimiento ilícito y patrimonio inexplicable, la sociedad debe organizarse y sancionar... porque cuando en una democracia no hay consecuencias ante hechos que violentan las normas, indudablemente que eso también se convierte en un estímulo a que sucedan otros hechos. Lo más importante para nosotros es que prevalezca la verdad y la justicia, lo único que buscamos en esto es la verdad y la Justicia. La sociedad dominicana, la democracia dominicana, necesitan que esos criterios sean los que imperen en el quehacer de todo el sistema.”

### Ministerio de Medio Ambiente y Recursos Naturales (2016-2018)
Recuperación de Áreas Protegidas:  Intervención y rescate del parque nacional Valle Nuevo con lo que garantizamos agua en cantidad y calidad para 7 de cada 10 dominicanos, unos 6 millones de personas; reubicación de campesinos que vivían dentro del parque nacional; entrega de casas a estos campesinos; reforestación de las áreas; liberación de las aguas secuestradas. Intervención de los Haitises mejorando condiciones del parque.  
Programas de Desarrollo Agroforestal: trabajamos junto a la Presidencia de la República siete programas de Desarrollo Agro Forestal para recuperar las abandonadas montañas del sur del país con la siembra de 90 millones de árboles y una inversión de 6 mil millones de pesos en cuatro años.  
Rescate del Río Ozama e Isabela: eliminamos la contaminación producto de los desguazaderos de barcos cerrando estas empresas y retirando las embarcaciones que contaminaban el río.  Regulación y control de las empresas que lanzaban sus desechos sin tratar a los acuíferos.   
Empoderamiento Social: realizamos acercamientos con las Organizaciones No Gubernamentales para que formaran parte en la toma de decisiones y las empoderamos a través de la firma de decenas de acuerdos de co-manejo de áreas protegidas así garantizamos que nuestras medidas serán sostenibles en el tiempo.   
Respuesta al Ciudadano. Creamos la Línea Verde: un centro de recepción y respuesta rápida a las inquietudes y denuncias ciudadanas disponible a través de línea directa (809-200-6400), redes sociales, WhatsApp y la web.   
Áreas Verdes: terminamos e inauguramos el Parque Central de Santiago, Parque de Villa Altagracia; el Jardín Botánico de Santiago, entre otras infraestructuras dando prioridad a la recuperación de estos espacios para toda la familia.    
Educación Ambiental: Implementación del programa “Creciendo con Mi Árbol” para sembrar junto a todos los estudiantes del país más de 30 millones de árboles en un año e iniciamos cine fórums ambientales en las escuelas a través del programa Escuela Verde.  
Cuidado de Especies: establecimos vedas y controles para la protección de especies como el pez loro, tiburón y erizo negro.   
Desburocratización de la permisología: se establecieron nuevos procedimientos para la entrega de permisos en el sector construcción reduciendo de seis meses a tres días el tiempo de espera. También se establecieron nuevos procedimiento en la permisología en el sector de GLP y minería no metálica haciendo más ágiles y transparentes los procesos.

### Búsqueda de la nominación presidencial (2019)
El 26 de abril de 2018 Francisco Domínguez Brito anunció su renuncia como ministro de Medio Ambiente y Recursos Naturales para procurar dedicarse a tiempo completo a la búsqueda de la candidatura presidencial por el Partido de la Liberación Dominicana, PLD.
El 4  de junio de 2018 inauguró su oficina política que servirá de comando de campaña para su proyecto, en la avenida Abraham Lincoln de la ciudad de Santo Domingo. El 10 de agosto el Comité Central de su partido seleccionó a 11 precandidatos para competir por la candidatura presidencial en las primarias que celebrarán el 6 de octubre: Leonel Fernández, Francisco Domínguez Brito, Reinaldo Pared Pérez, Temístocles Montás, Gonzalo Castillo, Carlos Amarante Baret, Andrés Navarro García, Maritza Hernández, Manuel Crespo, Radhamés Segura y Melanio Paredes. Los 8 precandidatos afines al Presidente Danilo Medina, dentro de los que se encuentra Navarro, acordaron hacer encuestas simultáneas durante la primera semana del mes de septiembre para decidir, según la preferencia del electorado, cuál enfrentaría internamente a Fernández el 6 de octubre en las primarias abiertas y simultáneas con el apoyo de los demás.